# 林珊如
林珊如（1977年9月9日—），臺灣女演員，1980年代知名童星，於1987年奪得金馬獎最佳女配角及亞太影展最佳女配角。

## 生平
林珊如兩歲時父母離異，由於雙親都不願善盡扶養之責，她是由保母養大的。她就讀於松山國小，八歲開始演戲，1987年在電影《期待你長大》中，演出女主角妙華的童年時代，戲中罹患絕症楚楚可憐的模樣賺人熱淚，一舉奪得第24屆金馬獎最佳女配角，成為這個獎項年紀最小的得主。次年，她又以同一個角色獲得第33屆亞太影展最佳女配角獎。林珊如成名、獲獎之後，父親不僅索要獎金，還開始與旅居日本的母親爭奪監護權。官司纏訟三年，使她的演出機會大為減少。雪上加霜的是，她十五歲時發生意外，在臉上留下嚴重疤痕。其後雖仍有零星演出機會，但她漸漸察覺自己並不適合當藝人。成年之後林珊如一度曾轉戰唱片業，在1997年推出台語專輯《神祕的感覺》，然而2007年她退出演藝圈，成為房地產仲介。
林珊如有過一段婚姻，並育有一子。

## 演出作品

### 電影
| 年份   | 片名             | 飾演         | 導演   |
| 1985年 | 孤戀花           |              | 林清介 |
| 1985年 | 粉紅色陷阱       |              | 黃龍   |
| 1987年 | 北斗之拳         |              | 吳春萬 |
| 1987年 | 期待你長大       | 劉妙華(幼年) | 廖慶松 |
| 1987年 | 中國最後一個太監 | 招弟(幼年)   | 張之亮 |
| 1988年 | 菜刀與六個朋友   |              | 周騰   |
| 1992年 | 高校風雲         |              | 李龍   |

### 電視劇
| 年份 | 頻道 | 劇名                   | 飾演角色 |
| 1986 | 台視 | 台視戲劇大展－她的一生 | 邱碧華   |
| 1987 | 台視 | 小神童萬善爺           | 小雯     |
| 1987 | 中視 | 爸爸原諒我             |          |
| 1987 | 華視 | 長相憶                 |          |
| 1988 | 華視 | 雙面遊俠               |          |
| 1988 | 台視 | 萬世師表               | 玲玲     |
| 1992 | 中視 | 再世情緣               | 小娟     |
| 1994 | 中視 | 夜來香                 | 何夢萍   |
| 1997 | 華視 | 台灣靈異事件－變臉     | 李美玲   |

### 唱片
- 台語專輯《神祕的感覺》（1997年）

### 廣告
- 新聞局電影分級宣傳短片（1987年）

## 外部連結
- 林珊如的Facebook專頁
- 林珊如在互联网电影资料库（IMDb）上的資料（英文）（英文）
- 林珊如在香港影庫上的簡介
- 林珊如在时光网上的簡介（简体中文）